# Saint-Julien-en-Quint
Saint-Julien-en-Quint är en kommun i departementet Drôme i regionen Auvergne-Rhône-Alpes i sydöstra Frankrike. Kommunen ligger i kantonen Die som tillhör arrondissementet Die. År 2022 hade Saint-Julien-en-Quint 163 invånare.

## Befolkningsutveckling
Antalet invånare i kommunen Saint-Julien-en-Quint
Referens:INSEE